# An Young-su
An Young-su (* 20. Februar 1964 in Seoul) ist ein ehemaliger südkoreanischer Boxer.
An wurde mit einem Finalsieg über C.C.Machaiah, Indien, Asienmeister 1983 im Weltergewicht (-67 kg) und 1984 nach Siegen über Abock Shoak, Sudan (5:0), Man Bahadur Shrestha, Nepal (5:0), Vedat Onsoy, Türkei (w.o.), Vesa Koskela, Schweden (5:0), und Joni Nyman, Finnland (3:2), und einer Finalniederlage gegen Mark Breland, USA (5:0) Silbermedaillengewinner der Olympischen Spiele in Los Angeles.